# Don Murray (acteur)
Pour les articles homonymes, voir Don Murray.
Don Murray est un acteur, scénariste, réalisateur et producteur américain né le 31 juillet 1929 à Hollywood (Californie) et mort le 2 février 2024 à Goleta (Californie).

## Biographie

### Jeunesse et études
Donald Patrick Murray naît le 31 juillet 1929 à Hollywood en Californie. Son père, Dennis Aloisius Murray, est chorégraphe et metteur en scène, sa mère, Ethel Cook, ancienne danseuse des Ziegfeld Follies.
Il étudie à l'East Rockaway High School de East Rockaway (New York), puis entre à l'American Academy of Dramatic Arts. Il décroche son premier rôle au théâtre en 1951 dans La Rose tatouée de Tennessee Williams. Lors de la guerre de Corée, il se déclare objecteur de conscience en tant que membre de la Brethren Church et effectue un service civil en Europe, où il s'occupe d'orphelins et des conséquences de la Seconde Guerre mondiale,.

### Carrière

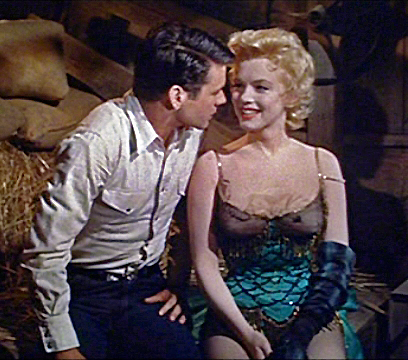
Don Murray et Marilyn Monroe dans Bus Stop (1956).

Don Murray rentre aux États-Unis en 1954 et est aussitôt engagé dans The Skin of Our Teeth de Thornton Wilder aux côtés de Mary Martin et Helen Hayes. Il est remarqué par le réalisateur Joshua Logan qui lui fait faire ses débuts à l'écran dans l'adaptation cinématographique de la pièce de William Inge, Bus Stop, face à Marilyn Monroe. Son rôle lui vaut des nominations à l'Oscar du meilleur acteur dans un second rôle et au British Academy Film Award de la révélation en 1957 et lui ouvre les portes d'Hollywood, où il tourne plusieurs westerns : La Fureur des hommes (1958) d'Henry Hathaway, Duel dans la boue (1959) de Richard Fleischer et Les Hors-la-loi (1960) de James B. Clark.
Parmi ses rôles marquants, on peut citer le mari drogué d'Eva Marie Saint dans Une poignée de neige (1957), un rebelle irlandais lors de la guerre d'indépendance de 1921 dans L'Épopée dans l'ombre (1959) avec James Cagney, et un prêtre jésuite dévoué à la réinsertion d'anciens criminels dans Le Mal de vivre (1961), film dont il est également coscénariste et coproducteur. Dans Tempête à Washington (1962) d'Otto Preminger, il joue un sénateur victime de chantage en raison de son passé homosexuel, face à Henry Fonda et Charles Laughton.
À partir de la fin des années 1960, c'est à la télévision qu'il obtient ses meilleurs rôles dans des séries telles que Les Bannis (1968-69) avec Otis Young, Côte Ouest (1979-81) ou encore Brand New Life (en) (1989-90). Au cinéma, il apparaît dans Un amour infini de Franco Zeffirelli avec Brooke Shields et Peggy Sue s'est mariée (1986) de Francis Ford Coppola avec Kathleen Turner. Il joue, coscénarise et coproduit également Childish Things (en) (1969) et réalise son premier film, La Croix et le Poignard (1970). Deux autres suivront :  Elvis Is Alive (2001) et  Breathe! (2008)
Après une pause d'une quinzaine d'années à la fin des années 2000, il fait une apparition remarquée, à 88 ans, dans Twin Peaks: The Return (2017) puis joue un dernier rôle dans Promise (2021) de Joe Cornet.

### Mort
Don Murray meurt le 2 février 2024 à l’âge de 94 ans, à son domicile de Goleta, dans le comté de Santa Barbara (Californie),.

### Vie privée
Don Murray épouse en 1956 Hope Lange, sa partenaire de Bus Stop. Le couple a deux enfants, Christopher et Patricia, avant de divorcer en 1961. En 1962, il se remarie avec Elizabeth Johnson avec laquelle il a trois enfants, Colleen, Sean et Michael.

## Théâtre
- 1951 : The Rose Tattoo de Tennessee Williams, Martin Beck Theatre : Jack Hunter
- 1955 :  The Skin of Our Teeth de Thornton Wilder, ANTA Playhouse : Henry
- 1956 :  The Hot Corner d'Allen Boretz et Ruby Sully Boretz, John Golden Theatre : Clarence « Lefty » McShane
- 1973 :  Smith, comédie musicale de Matt Dubey et Dean Fuller, Eden Theatre : Walter Smith
- 1975-1976 : The Norman Conquests d'Alan Ayckbourn, Morosco Theatre : Tom
- 1977-1978 : Same Time, Next Year de Bernard Slade, Brooks Atkinson Theatre puis Ambassador Theatre : George

## Filmographie

### En tant qu'acteur

#### Cinéma
- 1956 : Arrêt d'autobus (Bus Stop) de Joshua Logan : Beauregard « Bo » Decker
- 1957 : La Nuit des maris (The Bachelor Party) de Delbert Mann : Charlie Samson
- 1957 : Une poignée de neige (A Hatful of Rain) de Fred Zinnemann : Johnny Pope
- 1958 : La Fureur des hommes (From Hell to Texas) d'Henry Hathaway : Tod Lohman
- 1959 : Duel dans la boue (These Thousand Hills) de Richard Fleischer : « Lat » Evans
- 1959 : L'Épopée dans l'ombre (Shake Hands with the Devil) de Michael Anderson : Kerry O'Shea
- 1960 : Les Hors-la-loi (One Foot in Hell) de James B. Clark : Dan
- 1961 : Le Mal de vivre (Hoodlum Priest) d'Irvin Kershner : le père Charles Dismas Clark - également coscénariste et coproducteur
- 1962 : Tempête à Washington (Advise and Consent) d'Otto Preminger : le sénateur Brigham Anderson
- 1962 : Tunnel 28 (Escape from East Berlin) de Robert Siodmak : Kurt Schröder
- 1964 : One Man's Way (en) de Denis Sanders : Norman Vincent Peale
- 1965 : Le Sillage de la violence (Baby the Rain Must Fall) de Robert Mulligan : le shériff Slim
- 1966 : Kid Rodelo de Richard Carlson : Kid Rodelo
- 1966 : Les Fusils du Far West de David Lowell Rich : Wild Bill Hickok
- 1967 : Sweet Love, Bitter (en) d'Herbert Danska : David Hillary
- 1967 : La Reine des Vikings (The Viking Queen) de Don Chaffey : Justinian
- 1969 : Childish Things (en) de John Derek et David Nelson : Tom Harris - également scénariste et coproducteur
- 1971 : Happy Birthday, Wanda June (en) de Mark Robson : Herb Shuttle
- 1972 : Justin Morgan Had a Horse (en) d'Hollingsworth Morse : Justin Morgan
- 1972 : La Conquête de la planète des singes (Conquest of the Planet of the Apes) de J. Lee Thompson : le gouverneur Breck
- 1972 : Call Me by My Rightful Name de Michael Shurtleff : Doug - également scénariste
- 1973 : Cotter de Paul Stanley : Cotter
- 1976 : Deadly Hero d'Ivan Nagy : Lacy
- 1981 : Un amour infini (Endless Love) de Franco Zeffirelli : Hugh Butterfield
- 1983 : I Am the Cheese (en) de Robert Jiras : David Farmer / Anthony Delmonte
- 1985 : Le Dernier Missile (en) d'Albert Pyun : Dash Hammer
- 1986 : Peggy Sue s'est mariée (Peggy Sue Got Married) de Francis Ford Coppola : Jack Kelcher
- 1986 : Scorpion de William Riead : Gifford Leese
- 1987 : Bienvenue au Paradis (Made in Heaven) d'Alan Rudolph : Ben Chandler
- 1990 : Ghosts Can't Do It de John Derek : Winston
- 2000 : Internet Love d'Eckhart Schmidt : lui-même
- 2001 : L’Île de la trahison (Island Prey) de William Riead : Parker Gaits
- 2001 : Elvis Is Alive de Don Murray - également scénariste
- 2021 : Promise de Joe Cornet : Zacharias

#### Télévision

##### Téléfilms
- 1958 : DuPont Show of the Month (en) : The Hasty Heart (2.4) de Tom Donovan
- 1959 : DuPont Show of the Month : Billy Budd (2.9) de Robert Mulligan
- 1967 : The Borgia Stick (en) de David Lowell Rich : Tom Harrison
- 1969 : Daughter of the Mind (en) de Walter Grauman : Dr Alex Lauder
- 1970 : The Intruders (en) de William A. Graham : Sam Garrison
- 1974 : Une femme dangereuse (en) de Gary Nelson : William Martin
- 1974 : The Sex Symbol de David Lowell Rich : le sénateur Grant O'Neal
- 1975 : A Girl Named Sooner (en) de Delbert Mann : le shériff Phil Rotteman
- 1978 : L'Arc-en-ciel (Rainbow) de Jackie Cooper : Frank Gumm
- 1979 : Crisis in Mid-Air (en) de Walter Grauman : Adam Travis
- 1980 : If Things Were Different de Robert Michael Lewis : Robert Langford
- 1980 : Le Garçon qui buvait trop (en) de Jerrold Freedman : Ken Saunders
- 1980 : Signe particulier : Femme-flic (en) de Lee H. Katzin : le sergent Jack Leland
- 1980 : Témoin à abattre (Fugitive Family) de Paul Krasny : Peter Ritchie
- 1981 : Return of the Rebels (en) de Noel Nosseck : Sonny Morgan
- 1983 : Thursday's Child (en) de David Lowell Rich : Parker Alden
- 1983 : Branagan and Mapes de Noam Pitlik : Dan Branagan
- 1983 : Une fille dans l'équipe (en) de Noel Black : Ralph Maida
- 1984 : L'Ombre d'un scandale (A Touch of Scandal) d'Ivan Nagy : Benjamin Gilvey
- 1984 : L'Amour brisé (License to Kill) de Jud Taylor : Tom Fiske
- 1986 : Something in Common de Glenn Jordan : Theo Fontana
- 1987 : Sur les traces du passé (Stillwatch) de Rod Holcomb : Sam Kingsley
- 1987 : Mistress (en) de Michael Tuchner : Wyn
- 1987 : The Stepford Children (en) d'Alan J. Levi : Steven Harding
- 1989 : ABC Afterschool Specials : My Dad Can't Be Crazy... Can He? (18.1) de Joanna Lee : Jack Karpinsky
- 1993 : ABC Afterschool Specials : Montana Crossroads de Clay Eide :  Frank Morrow
- 1996 : Cœurs à la dérive (Hearts Adrift) de Vic Sarin : Lloyd Raines
- 1998 : Le Monde merveilleux de Disney : Mr. Headmistress (1.23) de James Frawley : un journaliste

##### Séries télévisées
- 1968-1969 : Les Bannis (The Outcasts) : Earl Corey
- 1973-1975 : Police Story : Jack Bonner
- 1977 : La Conquête de l'Ouest (How the West Was Won) : Anderson
- 1979-1981 : Côte Ouest (Knots Landing) : Sid Fairgate
- 1986 : Hooker (T.J. Hooker)
- 1987 : Matlock : Albert Gordon
- 1987 : Hôtel, épisode Controlling Interests (4.14) de James Brolin : Sam Burton
- 1989-1990 : Brand New Life (en) : Roger Gibbons
- 1991 : Filles et Garçons (Sons and Daughters) : Bing Hammersmith
- 1993 : Arabesque, épisode Bloodlines (10.6) de Don Mischer : Wally Hampton
- 1995 : Wings : Dad
- 1996 : Le Célibataire (en) de Brad Hall : Chip Bremley
- 1999 : Spécial OPS Force (Soldier of Fortune Inc.) : John James
- 2017 : Twin Peaks: The Return de Mark Frost et David Lynch : Bushnell Mullins

### En tant que réalisateur
- 1970 : La Croix et le Poignard (The Cross and the Switchblade)  - également coscénariste
- 2001 : Elvis Is Alive
- 2008 : Breathe! - également coproducteur

## Distinctions
- 1960 : Étoile sur le Hollywood Walk of Fame (6385 Hollywood Blvd.)

### Récompenses
- Grammy Awards 2008 : Meilleur album de jazz vocal pour Avant Gershwin, partagé avec Patti Austin, Michael Abene, Lucas Schmid et Sebastian Roth

- TV Land Awards 2009 : Anniversary Award pour Côte Ouest, partagé avec toute la distribution

- Grammy Awards 2013 : Meilleur album d'un ensemble de jazz pour Dear Diz (Every Day I Think Of You), partagé avec Arturo Sandoval et Gregg Field

### Nominations
- BAFA 1957 : Meilleure révélation pour Bus Stop
- Oscars du cinéma 1957 : Meilleur second rôle masculin pour Bus Stop

- Daytime Emmy Awards 1994 : Meilleur interprète d'une émission spéciale pour enfants pour ABC Afterschool Specials